# Manston, Kent
Manston är en ort och civil parish i grevskapet Kent i sydöstra England. Orten ligger i distriktet Thanet, cirka 4 kilometer nordväst om Ramsgate. Civil parishen hade 1 975 invånare vid folkräkningen år 2021.
Orten ligger vid Kent International Airport.